# 賴森 (阿肯色州)
賴森（英語：Rison）是一個位於美國阿肯色州克利夫蘭縣的城市。根據2020年美國人口普查，該地人口為967人，而該地的面積約為8.48平方千米。同時該地也是克利夫蘭縣的縣治。

## 地理
賴森的座標為33°57′26″N 92°11′23″W / 33.95722°N 92.18972°W，而該地的平均海拔高度為82米（即269英尺）。